# Prefekt
Prefekt je v některých zemích státní úředník, který stojí v čele úřadu, nejčastěji zvaného prefektura. Termín pochází z období starověkého Říma ze slova præfectus (tedy označení někoho, kdo stál v čele).

## Římská říše
V Římské říši bylo několik úředníků, kteří nesli označení prefekt:
- præfectus urbi (prefekt města) – pověřen správou města Říma během nepřítomnosti konzula a později císaře. Byl to senátor velící třem až čtyřem kohortám, jeho úkolem bylo zajišťovat ochranu Senátu.
- præfectus praetorio (pretoriánský prefekt) – původně velitel pretoriánské gardy, později civilní úředník větší oblasti
- præfectus vigilum (prefekt strážníků) – velitel kohort zvaných „vigiles urbani“, které bojovaly proti požárům
- præfectus annonæ (prefekt obilí) – úředník zajišťující dodávky potravin do Říma
- præfectus classi (prefekt loďstva)
- præfectus legionibus (prefekt legií)
- præfectus alæ (prefekt křídel jízdy)
- præfectus castris (prefekt tábora)
- præfectus ærario (prefekt státní pokladny)

## Státní použití

### Belgie
V Belgii znamená prefekt ředitele na středních školách organizovaných Francouzským společenstvím v Belgii (Communauté française de Belgique).

### Brazílie
V Brazílii je prefekt volený předseda výkonného odboru na městském úřadu.

### Francie
Ve Francii je prefekt vyšší státní úředník zastupující stát v departementu nebo regionu. Stejně tak existují prefekti v některých bývalých francouzských koloniích. Policejní prefekt je v Paříži představitel policejní prefektury jmenovaný prezidentem, který je zodpovědný za koordinaci mezi policejními sbory v jednotlivých obvodech Paříže.

### Itálie
V Itálii je prefekt státní úředník v provincii.

### Kanada
V kanadské provincii Québec představuje prefekt volenou funkci a stojí v čele tzv. oblastní hraběcí obce (municipalité régionale de comté), což jsou samosprávné svazky obcí.

### Rumunsko
V Rumunsku je prefekt představitelem státu ve správní oblasti – župě.

### Švýcarsko
Tento titul se vyskytuje i v některých švýcarských kantonech. V kantonu Bern je prefekt francouzským ekvivalentem německého vládního místodržitele (Regierungsstatthalter) a představuje zástupce kantonální vlády. Má rozsáhlé administrativní pravomoci. Rozhoduje o stížnostech nebo odvoláních proti rozhodnutí obce, dohlíží na všechny typy obcí (obecní, městské i církevní), je policejním orgánem v oblasti veřejného pořádku a bezpečnosti, ukládá pokuty a je koordinátorem během krizového stavu.
V kantonech Vaud a Fribourg je prefekt jmenován výkonným orgánem kantonu – Státní radou a představuje tak zástupce kantonální vlády.

### Vatikán
Ve Vatikánu je kardinál-prefekt označení člena apoštolského sboru stojícího v čele římské kongregace. Apoštolský prefekt je prelát jmenovaný do čela apoštolské prefektury, jejíž status je podobný apoštolskému vikariátu.

## Církevní použití

### Katolická církev
Nejedná se však výhradně jen o tyto vysoké funkce, protože v římskokatolické církvi se na různém stupni výkonné moci ustanovují prefekti do čela institucí.